# Canonico di San Pietro in Vaticano
Un canonico di San Pietro in Vaticano è un membro del capitolo della basilica di San Pietro in Vaticano.

## Storia
Il capitolo vaticano venne istituito nel 1053 da papa Leone IX, che, con questo atto, confermò compiti e privilegi ai quattro monasteri che avevano garantito la preghiera nella basilica.
Il passaggio alla struttura capitolare è sancito negli statuti di Niccolò III del 1279 nel quale, tra le altre cose, vennero stabiliti la foggia e il colore dell'abito canonicale.
Oltre all'ambito liturgico i Canonici hanno avuto responsabilità nelle opere di carità e in particolare nell'amministrazione della basilica di San Pietro.
Si tratta certamente di un'alta onorificenza della Chiesa cattolica concessa dal papa. Allo stesso tempo quello del canonico è un servizio liturgico e spirituale. I canonici ogni domenica ed ogni giorno festivo celebrano la Liturgia delle ore e la Messa capitolare nella basilica.
Storicamente, tale titolo è stato concesso, oltre che ad alti prelati, anche a laici, ad esempio a diversi futuri imperatori del Sacro Romano Impero, in vista della successiva incoronazione. L'opera storica continuatrice del Guicciardini ricorda che tale onorificenza veniva accordata anche ai futuri imperatori romani.

## Struttura del capitolo
Il capitolo è composto dall'arciprete, dal vicario capitolare e da 34 canonici. Ad essi si aggiungono i sacerdoti coadiutori. Tutte le nomine sono di pertinenza del Pontefice.
I canonici possono essere effettivi oppure onorari, mantenendo indistintamente il titolo prelatizio di protonotario apostolico soprannumerario ad vitam.